# Eddie Wold
Edward (Eddie) M. Wold (ur. 1951 w Houston) – amerykański brydżysta, World Life Master oraz Senior Grand Master (WBF).

## Wyniki brydżowe

### Zawody światowe
W światowych zawodach zdobył następujące lokaty:
| Mistrzostwa Świata. Konkurencja teamów | Mistrzostwa Świata. Konkurencja teamów | Mistrzostwa Świata. Konkurencja teamów  | Mistrzostwa Świata. Konkurencja teamów | Mistrzostwa Świata. Konkurencja teamów | Mistrzostwa Świata. Konkurencja teamów |
| Rok                                    | Miejsce                                | Zawody                                  | Kategoria                              | Drużyna                                | Pozycja                                |
| -------------------------------------- | -------------------------------------- | --------------------------------------- | -------------------------------------- | -------------------------------------- | -------------------------------------- |
| 2014                                   | Sanya                                  | 14. Seria Mistrzostw Świata             | Miksty                                 | Lynch                                  | 50                                     |
| 2014                                   | Sanya                                  | 14. Seria Mistrzostw Świata             | Seniorzy                               | Lynch                                  | 5                                      |
| 2013                                   | Nusa Dua                               | 41. Mistrzostwa Świata Teamów           | Seniorzy                               | USA 2                                  | 1                                      |
| 2010                                   | Filadelfia                             | 13 Seria Mistrzostw Świata              | Open                                   | O’Rourke                               | 9                                      |
| 2010                                   | Filadelfia                             | 13. Seria Mistrzostw Świata             | Miksty                                 | Hansa Narasihman                       | 2                                      |
| 2007                                   | Szanghaj                               | 38. Mistrzostwa Świata Teamów           | Trans                                  | O’Rourke                               | 109                                    |
| 2006                                   | Werona                                 | 12 Mistrzostwa Świata                   | Open                                   | Lynch                                  | 17                                     |
| 2005                                   | Estoril                                | 37. Mistrzostwa Świata Teamów           | Trans                                  | Jacobs                                 | 36                                     |
| 2003                                   | Monte Carlo                            | 36. Mistrzostwa Świata Teamów           | Trans                                  | Brachman                               | 4                                      |
| 2002                                   | Montreal                               | 11 Mistrzostwa Świata                   | Open                                   | Johnson                                | 17                                     |
| 2001                                   | Paryż                                  | 35. Mistrzostwa Świata Teamów           | Trans                                  | Brachman                               | 1                                      |
| 2000                                   | Southampton                            | 34. Mistrzostwa Świata Teamów           | Trans                                  | Brachman                               | 5                                      |
| 1998                                   | Lille                                  | 10 Mistrzostwa Świata                   | Open                                   | Brachman                               | 65                                     |
| 1996                                   | Rodos                                  | 1. Mistrzostwa Świata Teamów Mikstowych | Miksty                                 | Rosenkranz                             | 8                                      |
| 1994                                   | Albuquerque                            | 9. Mistrzostwa Świata                   | Open                                   | Brachman                               | 17                                     |
| 1990                                   | Genewa                                 | 8 Mistrzostwa Świata                    | Open                                   | Brachman                               | 9                                      |
| 1983                                   | Sztokholm                              | 26 Mistrzostwa Świata Teamów            | Open                                   | USA 2                                  | 4                                      |
| 1978                                   | Nowy Orlean                            | 5 Mistrzostwa Świata                    | Open                                   | Hamman                                 | 3                                      |

| Mistrzostwa Świata. Konkurencja par | Mistrzostwa Świata. Konkurencja par | Mistrzostwa Świata. Konkurencja par | Mistrzostwa Świata. Konkurencja par | Mistrzostwa Świata. Konkurencja par | Mistrzostwa Świata. Konkurencja par |
| Rok                                 | Miejsce                             | Zawody                              | Kategoria                           | Partner                             | Pozycja                             |
| ----------------------------------- | ----------------------------------- | ----------------------------------- | ----------------------------------- | ----------------------------------- | ----------------------------------- |
| 2010                                | Filadelfia                          | 13 Mistrzostwa Świata               | Miksty                              | Hansa Narasimhan                    | 229                                 |
| 2002                                | Montreal                            | 11 Mistrzostwa Świata               | Miksty                              | Barbara Sion                        | 91                                  |
| 2002                                | Montreal                            | 11 Mistrzostwa Świata               | Open                                | Richard Zeckhauser                  | 95                                  |
| 1998                                | Lille                               | 10 Mistrzostwa Świata               | Open                                | Richard Zeckhauser                  | 46                                  |
| 1990                                | Genewa                              | 8. Mistrzostwa Świata               | Miksty                              | Marinesa Letizia                    | 37                                  |
| 1986                                | Miami Beach                         | 7. Mistrzostwa Świata               | Open                                | Chris Compton                       | 4                                   |

### Zawody europejskie
W europejskich zawodach zdobył następujące lokaty:
| Zawody europejskie. Konkurencja teamów | Zawody europejskie. Konkurencja teamów | Zawody europejskie. Konkurencja teamów | Zawody europejskie. Konkurencja teamów | Zawody europejskie. Konkurencja teamów | Zawody europejskie. Konkurencja teamów |
| Rok                                    | Miejsce                                | Zawody                                 | Kategoria                              | Drużyna                                | Pozycja                                |
| -------------------------------------- | -------------------------------------- | -------------------------------------- | -------------------------------------- | -------------------------------------- | -------------------------------------- |
| 2005                                   | Teneryfa                               | 2. Otwarte Mistrzostwa Europy          | Open                                   | Onstott                                | 35                                     |

## Klasyfikacja
- Eddie Wold – klasyfikacja WBF (ang.)